# Тетяковка
Тетяковка (Титяковка) — река в России, протекает в Новомосковском районе Тульской области. Левый приток Прони.

## География
Река Тетяковка берёт начало у деревни Матов Сад. Течёт на юго-восток, пересекает автодорогу Р144. Впадает в Пронское водохранилище на реке Проне около деревни Большие Стрельцы. Устье реки находится в 273 км по левому берегу реки Прони. Длина реки составляет 13 км.

## Данные водного реестра
По данным государственного водного реестра России относится к Окскому бассейновому округу, водохозяйственный участок реки — Проня от истока и до устья, речной подбассейн реки — Бассейны притоков Оки до впадения Мокши. Речной бассейн реки — Ока.
Код объекта в государственном водном реестре — 09010102112110000025202.